# Hamaxas nigrorufus
Hamaxas nigrorufus är en tvestjärtart som först beskrevs av Burr 1902.  Hamaxas nigrorufus ingår i släktet Hamaxas och familjen Chelisochidae. Inga underarter finns listade i Catalogue of Life.